# Râul Pădurețul
Râul Pădurețul este unul din cele două brațe care formează Râul Râșca. 

## Hărți
- Harta județului Suceava